# Communauté de communes de la Vôge vers les Rives de la Moselle
Die Communauté de communes de la Vôge vers les Rives de la Moselle ist ein ehemaliger französischer Gemeindeverband mit der Rechtsform einer Communauté de communes im Département Vosges in der Region Lothringen. Der Gemeindeverband wurde am 6. Dezember 2005 gegründet und umfasste elf Gemeinden. Der Verwaltungssitz befand sich in der Gemeinde Arches.

## Historische Entwicklung
Der Gemeindeverband wurde ursprünglich unter dem Namen Communauté de communes Les Deux Rives de la Moselle gegründet. 2008 wurden die Gemeinden Hadol, Raon-aux-Bois, Uriménil und Xertigny aufgenommen und die Bezeichnung auf den aktuellen Namen geändert. Am 1. Januar 2010 trat die Gemeinde Bellefontaine dem Gemeindeverband bei.
Mit Wirkung vom 1. Januar 2017 fusionierte der Gemeindeverband mit der Communauté d’agglomération d’Épinal (vor 2017) und bildete so die Nachfolgeorganisation Communauté d’agglomération d’Épinal, der zeitgleich auch weitere Gemeinden aus anderen Verbänden beitraten. Trotz der Namensgleichheit handelt es sich um eine Neugründung mit anderer Rechtspersönlichkeit.

## Ehemalige Mitgliedsgemeinden
1. Arches
2. Archettes
3. Bellefontaine
4. Dinozé
5. Hadol
6. Jarménil
7. La Baffe
8. Pouxeux
9. Raon-aux-Bois
10. Uriménil
11. Xertigny

## Aufgaben
Zum Aufgabengebiet des Kommunalverbandes zählten die Regionalplanung sowie die gemeindeübergreifende Wirtschafts- und Tourismusentwicklung. Die Communauté de communes de la Vôge vers les Rives de la Moselle hatte sich darüber hinaus zum Ziel gesetzt, auf dem Gebiet der Pflege und Renaturierung der Bäche sowie der Abwasserbehandlung eng zusammenzuarbeiten.